# Miuccia Prada
Pour les articles homonymes, voir Prada.
Miuccia Bianchi Prada, née le 10 mai 1949 à Milan est une femme d'affaires italienne. Elle dirige l'entreprise Prada, fondée par son grand-père.

## Biographie
Petite-fille du fondateur de Prada, Mario Prada, elle obtient en 1973 une licence en science politique. Elle étudie le mime durant cinq ans. Ancienne militante communiste et féministe, elle et son mari Patrizio Bertelli, reprennent en 1978 la firme Prada,. C'est également la mère du pilote de rallye Lorenzo Bertelli. En 1993, la ligne Miu Miu est née.

## Récompenses
Le conseil des créateurs de mode américains (CFDA) décerne son « Prix international » à Miuccia Prada en 1994 et 2004.